# Киси (язык)
Киси (Kese, Kikisi, Kisi) — находящийся под угрозой исчезновения язык банту, на котором говорит народ киси, проживающий в основных деревнях Лифума, Лупингу, Маконде, Нинди на северо-западном берегу озера Ньяса; в административных районах Лупингу и Маконде дивизии Мвамбао округа Лудева области Иринга в Танзании.
Язык киси в Танзании не следует путать с языком киси, на котором говорят в Гвинее, Либерии и Сьерра-Леоне.
О диалектах ничего неизвестно. Сходство в лексике: 62% с пангва, 55% с кинга, 53% с сангу, 52% с вуанджи, и 47% с бена. Также отличается от языка гусии (кусии), на котором говорит народ гусии в Кении.